# مرکز رشد مجازی
مرکز رشد مجازی (Virtual Incubator)، سازمانی است مجازی و مبتنی بر وب که برخی از خدمات مراکز رشد حقیقی، همچون خدمات مشاوره‌ای، معرفی روش‌های تأمین مالی، برخی خدمات اطلاع‌رسانی و غیره را از طریق اینترنت، بدون در نظر گرفتن مرزهای زمانی و مکانی در اختیار مشتریان خود قرار می‌دهد.
با توجه به تعریف بالا مرکز رشد مجازی چیزی به جز یک دروازه اطلاعاتی که از طریق اینترنت اقدام به ارائه خدمات به مشتریان می‌نمایند نیست. با توجه به قابلیتهای متصور و موجود در فناوری اطلاعات و ارتباطات ویژگی‌های زیر از مرکز رشد مجازی انتظار می‌رود:
- در هم شکستن محدودیت‌های زمانی و مکانی ارائه خدمات
- امکان پوشش دادن مناطق دوردست بدون نیاز به مراجعه حضوری
- استفاده از انواع شبیه‌سازی‌های مجازی و هزینه پائین آن در مقایسه با دنیای واقعی
- استفاده از منابع مشترک
- قابلیت انطباق‌پذیری و انعطاف‌پذیری بالا
- امکان استفاده از تجربیات و آموزش‌های موجود در این زمینه در سطح جهان
- قابلیت شبیه‌سازی نتایج

## اطلاعات و ارتباطات در مرکز رشد مجازی
به طور کلی ارتباطات یک مرکز رشد مجازی را در سه دسته کلی ارتباط با شرکا، ارتباطات رسمی و حقوقی و ارتباطات حاصل از سیستم اطلاعاتی می‌توان طبقه‌بندی نمود. این اطلاعات و ارتباطات در قالب سه رکن داخلی، یک مرکز رشد مجازی را به سرمایه‌گذار متصل می‌سازد. این سه رکن عبارتند از مدیریت و نظارت، شبکه و برنامه که هر یک از اهمیت ویژه‌ای برخوردارند.

### مدیریت و نظارت
- برنامه‌ریزی
- سیاستهای ورود و خروج مشتریان مرکز
- پذیرش شرکا و مشاوران
- ارزیابی و نظارت بر عملکرد اعضا
- مدیریت مالی و اعتباری
- مدیریت ابزارها و منابع
- تعیین راهبردها رقابتی، توسعه، تغییر و اصلاح، انعطاف‌پذیری و غیره.

### برنامه
برنامه در واقع مسیری است که برای هدایت نوآوری‌ها در دوره رشدشان در نظر گرفته شده است. این برنامه در هر مرکز رشد ممکن است منحصر به فرد بوده، از پیچیدگی‌های خاص خود برخوردار باشد. یادآوری این نکته ضروری است که برنامه یک مرکز رشد حتی بیش از تجهیزات و امکانات فیزیکی آن اهمیت دارد. برنامه یک اصل است.

### شبکه
یک مرکز رشد مجازی مبتنی بر یک شبکه پویا است که گستره آن در طول زمان متغیر است و اعضای مرکز رشد در ابعاد مختلف این شبکه به نوعی در گردش دایم هستند. مشخصه‌های سخت‌افزاری و نرم‌افزاری این شبکه باید به گونه‌ای باشد که از عهده خدمات تعریف طراحی شده در بخش خدمات و تسهیلات مرکز رشد مجازی برآمده و امکان توسعه لحظه به لحظه آن فراهم باشد.

## خدمات و تسهیلات مرکز رشد مجازی
جهت سهولت در طراحی نظام ارائه خدمات در مرکز رشد مجازی، خدمات ارائه شده در این مرکز به هفت دسته اصلی زیر تقسیم می‌گردند:
۱. خدمات پیش انکوباتوری
۲. خدمات آموزشی و مشاوره‌ای
۳. شبکه سازی
۴. تسهیلات، تجهیزات و خدمات مشترک
۵. تسهیلات مالی و اعتباری
۶. پژوهش بازار، فروش و بازاریابی
۷. دیگر خدمات